# Tháng 2 năm 2006
Trang này liệt kê những sự kiện quan trọng vào tháng 2 năm 2006.

## Thứ tư, ngày1 tháng 2
- Tranh cãi về những bức biếm họa Muhammad trở thành nghiêm trọng sau khi một số tờ báo châu Âu in lại những hình ảnh này mặc dù bị các tín đồ Hồi giáo phản đối.

## Thứ sáu, ngày3 tháng 2
- Tàu biển al-Salam Boccaccio 98 của Ai Cập bị đắm ở Hồng Hải. Tàu chở khoảng 1300–1400 hành khách và 96 thủy thủ.

## Thứ bảy, ngày4 tháng 2
- Tranh cãi về những bức biếm họa Muhammad tiếp diễn sau khi những người biểu tình Hồi giáo đốt cháy hai tòa đại sứ của Đan Mạch và Na Uy tại Syria và tòa đại sứ Đan Mạch tại Liban.
- Cơ quan Năng lượng Nguyên tử Quốc tế bầu đưa vấn đề chương trình hạt nhân của Iran đến Hội đồng Bảo an Liên Hợp Quốc.

## Thứ hai, ngày6 tháng 2
- Stephen Harper của Đảng Bảo thủ nhậm chức Thủ tướng Canada.
- Ở Hoa Kỳ, đội bóng bầu dục Pittsburgh Steelers thắng Seattle Seahawks với kết quả 21–10 trong Super Bowl XL. Trận này được chiếu trực tiếp trên TV tại 234 nước bằng 32 ngôn ngữ.
- Cuộc nổi loạn bắt đầu ở Ai Cập do tàu biển al-Salam Boccaccio 98 bị đắm ở Hồng Hải với hơn 1.000 hành khách. Những đám đông cướp phá văn phòng của chủ tàu.
- Năm người bị thiệt mạng trong cuộc biểu tình Hồi giáo về vụ biếm họa Muhammad ở Afghanistan.

## Thứ tư, ngày8 tháng 2
- Mộ mới được tìm ra tại Thung lũng các Vua ở Luxor (Ai Cập) lần đầu tiên sau khi mộ của Tutankhamun được tìm ra vào năm 1922.
- Hiệp định Tripoli được ký kết, kết thúc Xung đột Tchad-Sudan.

## Thứ năm, ngày9 tháng 2
- Ca cúm gia cầm H5N1 đầu tiên của châu Phi được phát hiện tại Nigeria.

## Thứ sáu, ngày10 tháng 2
- Thế vận hội Mùa đông 2006 khai mạc tại Torino, Ý.
- Đội tuyển bóng đá quốc gia Ai Cập đoạt Cúp bóng đá châu Phi 2006 (do Ai Cập đăng cai).

## Thứ bảy, ngày11 tháng 2
- Lavaka Ata 'Ulukalala từ chức Thủ tướng Tonga. Feleti Sevele được trở thành thủ tướng phi quý tộc đầu tiên của nước này.

## Thứ hai, ngày13 tháng 2
- Thế vận hội Mùa đông 2006:
  - Trượt băng nghệ thuật: Cặp Tatiana Totmianina và Maxim Marinin của Nga đoạt huy chương vàng.
  - Trượt băng tốc độ: Joey Cheek của Hoa Kỳ thắng cuộc đua 500 m, anh trượt xong cả hai vòng trong ít hơn 35 giây.
- Tổng thống Kenya Mwai Kibaki cho biết hai bộ trưởng có dính líu vào hai vụ tham nhũng Anglo-Leasing và Goldenberg đã từ chức.
- Tại Pakistan, hai người thiệt mạng trong bạo loạn về vụ biếm họa Muhammad.

## Thứ ba, ngày14 tháng 2
- Thêm hình ảnh giết, tra tấn, và hành hạ người tù được phát hành từ Nhà tù Abu Ghraib tại Iraq.
- Thế vận hội Mùa đông 2006:
  - Biathlon: Olga Pyleva của Nga bị tước huy chương bạc trong cuộc đua 15 km vì bị khám phá dùng chất kích thích.
  - Trượt tuyết việt dã: Thụy Điển đoạt huy chương vàng trong hai cuộc đua kiểu cổ điển đội nam và nữ.

## Thứ tư, ngày15 tháng 2
- Thế vận hội Mùa đông 2006:
  - Trượt tuyết tự do: Dale Begg-Smith đoạt huy chương vàng đầu tiên của Úc trong cuộc đua nam.
  - Trượt băng vòng ngắn: Vương Mãnh (Wang Meng) thắng cuộc đua 500 m nữ riêng và đoạt huy chương vàng đầu tiên của Trung Quốc tại Torino.
  - Trượt tuyết Alpine: Michaela Dorfmeister của Áo thắng cuộc đua xuống dốc nữ.

## Thứ năm, ngày16 tháng 2
- Cựu Tổng thống René Préval được tuyên bố thắng cử tại Haiti sau vài ngày biểu tình vì có tình nghi gian lận.
- Thế vận hội Mùa đông 2006:
  - Trượt tuyết việt dã: Kristina Šmigun của Estonia thắng cuộc đua 10 km và đoạt huy chương vàng thứ hai tại Torino.
  - Biathlon: Olga Pyleva của Nga bị tước huy chương bạc trong cuộc đua 15 km vì bị khám phá dùng chất kích thích.

## Thứ sáu, ngày17 tháng 2
- Đất lở tại Nam Leyte, Philippines làm hàng trăm người thiệt mạng hay mất tích.
- Hạ Nghị viện Anh thông qua đạo luật cấm hút thuốc trong mọi nơi công cộng có tường che.
- Thế vận hội Mùa đông 2006:
  - Skeleton: Duff Gibson và Jeff Pain của Canada đoạt huy chương vàng và bạc trong cuộc thi nam.

## Thứ bảy, ngày18 tháng 2
- Ít nhất 10 người thiệt mạng trong cuộc biểu tình trước một lãnh sự quán Ý tại Libya về biếm họa Muhammad.

## Chủ nhật, ngày19 tháng 2
- Thế vận hội Mùa đông 2006:
  - Trượt băng: Đội Hoa Kỳ đoạt hai huy chương vàng và bạc trong cuộc đua 1000 m nam khi Shani Davis vượt qua Joey Cheek để được xếp hạng nhất, lần đầu tiên mà vận động viên Mỹ da đen đoạt huy chương vàng trong một cuộc đua riêng của Thế vận hội Mùa đông.
  - Trượt tuyết việt dã: Đội Nga thắng cuộc đua tiếp sức 20 km nữ dễ dàng, trượt xong 10 giây trước đội Đức (đoạt huy chương bạc) và 11 giây trước đội Ý (đoạt huy chương đồng).

## Thứ hai, ngày20 tháng 2
- Ismail Haniya của Hamas kế tục Ahmed Qurei làm Thủ tướng của Chính quyền Quốc gia Palestine.
- Sử gia người Anh David Irving nhận tội phủ nhận Holocaust ở Áo, và bị kết án ba năm tù. BBC
- Thế vận hội Mùa đông 2006:
  - Khúc côn cầu: Đội Canada thắng Thụy Điển với kết quả 4–1 trong cuộc đấu chung kết nữ, đoạt huy chương vàng liên tục thứ hai trong bộ môn này.
  - Trượt tuyết Alpine: Sau khi xếp hạng thứ 5 trong cuộc đua đầu tiên, Benjamin Raich của Áo thắng cuộc vượt chướng ngại vật lớn nam thứ 2. Đồng đội Áo Michaela Dorfmeister đoạt huy chương vàng trong cuộc super-g nữ 2 tiếng sau.
  - Trượt băng nghệ thuật: Đương kim vô địch trượt băng nghệ thuật Tatiana Navka và Roman Kostomarov của Nga đoạt huy chương vàng trong cuộc thi khiêu vũ trên băng.

## Thứ ba, ngày21 tháng 2
- Thế vận hội Mùa đông 2006:
  - Trượt băng: Enrico Fabris của Ý thắng cuộc đua 1500 m, đoạt huy chương thứ ba ở Torino.

## Thứ tư, ngày22 tháng 2
- Tấn công nổ bom tại Samarra (Iraq) phá hủy nặng nề Nhà thờ Al Askari, một trong những nơi thiêng liêng nhất của giáo phái Shi'a Hồi giáo.
- Thế vận hội Mùa đông 2006:
  - Trượt băng nghệ thuật: Sasha Cohen của Hoa Kỳ được xếp hạng nhất trong chương trình ngắn của nữ, thắng đối thủ Nga Irina Slutskaya chỉ 0,03 điểm.
  - Trượt băng: Hai người trượt băng Canada Cindy Klassen và Kristina Groves đoạt huy chương vàng và bạc trong cuộc đua 1500 m nữ.

## Thứ năm, ngày23 tháng 2
- Chính quyền Iraq công bố thiết quân luật ban ngày sau khi hơn 150 người bị thiệt mạng trong cuộc trả thù tấn công nổ bom ở Nhà thờ Al Askari tại Samarra. BBC Guardian
- Thế vận hội Mùa đông 2006:
  - Trượt tuyết Alpine: Anja Pärson của Thụy Điển đoạt huy chương vàng trong cuộc đua vượt chướng ngại vật nữ.
  - Trượt băng nghệ thuật: Shizuka Arakawa đoạt huy chương vàng đầu tiên cho đội tuyển Nhật Bản ở Torino.
  - Bi đá trên băng: Đội Thụy Điển nữ giành huy chương vàng sau khi đánh bại đội Thụy Sĩ với kết quả 7–6.

## Thứ sáu, ngày24 tháng 2
- Philippines tuyên bố tình trạng khẩn cấp sau khi âm mưu lật đổ Tổng thống Gloria Arroyo bị phá vỡ.
- Thế vận hội Mùa đông 2006:
  - Bi đá trên băng: Đội Canada nam của thủ quân Brad Gushue thắng cuộc đấu đội Phần Lan với kết quả 10–4, đoạt huy chương vàng đầu tiên của nam trong bộ môn này.

## Thứ bảy, ngày25 tháng 2
- Những người cộng hòa Ireland (Irish Republicans) tổ chức một náo động lớn tại Dublin để chặn lại cuộc biểu tình của những người muốn hợp nhất (Unionists).
- Yoweri Museveni (được minh họa), Tổng thống Uganda từ năm 1986, được bầu lại.
- Bà Dương Quỳnh Hoa - nguyên bộ trưởng Bộ Y tế của Chính phủ Cách mạng Lâm thời Cộng hòa miền Nam Việt Nam, một trong ba nạn nhân chất độc da cam Việt Nam đầu tiên đệ đơn kiện lên tòa án Hoa Kỳ - đã qua đời, thọ 76 tuổi. Tuổi trẻ Lưu trữ ngày 16 tháng 2 năm 2007 tại Wayback Machine
- Thế vận hội Mùa đông 2006:
  - Biathlon và Trượt băng vòng ngắn: Vận động viên biathlon Đức Michael Greis và hai người trượt băng Hàn Quốc Jin Sun-Yu và Ahn Hyun Soo đoạt mỗi người huy chương vàng thứ ba ở Torino.
  - Trượt tuyết Alpine: Đội Áo đoạt cả ba huy chương trong cuộc vượt chướng ngại vật nam.

## Chủ nhật, ngày26 tháng 2
- Portia Simpson-Miller được bầu làm chủ tịch của đảng Dân tộc Nhân dân đang cầm quyền và sẽ trở thành thủ tướng phụ nữ đầu tiên của Jamaica.
- Thế vận hội Mùa đông 2006 bế mạc tại Torino (Ý), với Đức, Hoa Kỳ, và Áo dẫn đầu số huy chương vàng đạt được. Thị trưởng của Vancouver (Canada), thành phố đăng cai Thế vận hội Mùa đông 2010, được cờ Olympic.
  - Khúc côn cầu: Hậu vệ Nicklas Lidström sút ghi bàn thắng, đội Thụy Điển thắng Phần Lan với kết quả 3–2 trong trận tranh huy chương vàng khúc côn cầu nam.

## Thứ hai, ngày27 tháng 2
- Tòa án Quốc tế vì Công lý bắt đầu nghe vụ quan trọng Bosna và Hercegovina kiện Serbia và Montenegro, trong đó một nước mang nước khác ra tòa về tội diệt chủng.